# Antegnate
Antegnate – miejscowość i gmina we Włoszech, w regionie Lombardia, w prowincji Bergamo.
Według danych na styczeń 2009 gminę zamieszkiwało 3085 osób przy gęstości zaludnienia 321,4 os./1 km².